# Puerto Rico i olympiska sommarspelen 1980
Puerto Rico deltog i de olympiska sommarspelen 1980 med en trupp bestående av tre deltagare, samtliga män, vilka deltog i tre tävlingar i boxning. Ingen av landets deltagare erövrade någon medalj.

## Boxning
| Idrottare         | Gren            | Omgång 1             | Omgång 2             | Omgång 3             | Kvartsfinal          | Semifinal            | Final                | Final     |
| Idrottare         | Gren            | Motståndare Resultat | Motståndare Resultat | Motståndare Resultat | Motståndare Resultat | Motståndare Resultat | Motståndare Resultat | Placering |
| ----------------- | --------------- | -------------------- | -------------------- | -------------------- | -------------------- | -------------------- | -------------------- | --------- |
| Alberto Mercado   | Fjädervikt      | Bye                  | Roman (MEX) 1-RSC    | Gick inte vidare     | Gick inte vidare     | Gick inte vidare     | Gick inte vidare     |           |
| Luis Pizarro      | Lätt weltervikt | Bye                  | Mberebe (CMR) RSC-3  | Brown (GUY) 5-0      | Horta (CUB) 0-5      | Gick inte vidare     | Gick inte vidare     |           |
| José Angel Molina | Lätt mellanvikt | Saide (ETH) 5-0      | Schwarz (GDR) RSC-3  | i.u.                 | Konakbaev (URS) WO   | Gick inte vidare     | Gick inte vidare     |           |